# 大衛·西摩
大衛·布林·西摩（英語：David Breen Seymour，1983年6月24日—）是一名紐西蘭政治人物，現任新西蘭副總理。自2014年起擔任埃普索姆的國會議員和紐西蘭行動黨黨魁。
西摩畢業於奧克蘭大學，在加拿大從事公共政策工作，之後回到紐西蘭並參加議會選舉。他於2014年作為行動黨唯一的議員進入國會，之後當選為黨魁。他於2017年再次當選。他帶領行動黨在2020年的選舉中取得史上最好的成績，贏得了十個席位。
西摩成為黨魁後接受自由意志主義的社會政策，例如支持安樂死的合法化，並就這一問題提出一項法案。西摩在領導期間廣泛出現在電視上（包括舞蹈比賽《Dancing with the Stars》）。

## 个人生活和观点

### 2019年香港反送中运动
在2019年香港反送中运动期间，西摩为新西兰的民主抗议者的权利辩护。他批评奥克兰中国总领馆称赞中国学生的行为，这些学生涉嫌殴打一名参与了2019年7月29日在奥克兰大学竖立列侬墙的香港学生。西摩还于2019年8月6日在奥克兰大学的亲香港民主集会上发表讲话。西摩对言论自由的辩护受到了博主马丁·轰炸机·布拉德伯里的称赞。

## 外部連結
- seymour4epsom.co.nz 的存檔，存档日期17 August 2014., official campaign website
- Profile （页面存档备份，存于）, New Zealand Parliament website
- www.lifechoice.org.nz （页面存档备份，存于）, official website promoting his assisted dying bill

| 議會席位             | 議會席位                                    | 議會席位 |
| -------------------- | ------------------------------------------- | -------- |
| 前任者： 約翰·班克斯 | 紐西蘭國會議員 來自埃普索姆 2014年－至今    | 現任     |
| 官衔                 |                                             |          |
| 新頭銜               | 紐西蘭教育部長國會副秘書 2014年－2017年     | 職務廢除 |
| 新頭銜               | 紐西蘭監管改革部長國會副秘書 2014年－2017年 | 職務廢除 |
| 政党职务             |                                             |          |
| 前任者： 傑米·懷特   | 紐西蘭行動黨黨魁 2014年－至今               | 現任     |